# 藤原正司
藤原 正司（ふじわら まさし、1946年4月1日 ‐ 2018年9月15日）は、日本の政治家。元参議院議員（2期）。比例区選出。兵庫県出身。

## 経歴
兵庫県立姫路工業高等学校卒業後、関西電力入社。同社労組本部執行委員長、日本労働組合総連合会大阪府連合会副会長を経て、2001年、第19回参議院議員通常選挙に民主党公認で立候補し、初当選。
2008年4月9日、参議院本会議で、日本銀行次期副総裁人事の渡辺博史副総裁案に対し、党方針に反して賛成票を投じ、厳重注意処分を受けた。
2011年3月11日の東日本大震災後、「半年もたてば、世論も変わるわ。日本は農林水産業だけでは食べていけない。震災後、原発を減らせという評論家が増えたが、産業・経済はどうなる。お父ちゃんの仕事がなくなってもええんだったら検討しましょうよ」と原発を推進する見解を示した。
2013年の第23回参院選には立候補せず、政界からの引退を表明した。電力総連は、後継として浜野喜史を擁立し、浜野は初当選した。
2018年9月15日18時48分、肝がんのため兵庫県神戸市の病院で死去。72歳没。晩年は国民民主党の大阪府連顧問を務めていた。叙正四位、旭日重光章追贈。